# Sportovní Klub Slavia Praha 1995-1996
Questa voce raccoglie le informazioni riguardanti lo Sportovní Klub Slavia Praha nelle competizioni ufficiali della stagione 1995-1996.

## Stagione
Con l'esonero di Beránek, lo Slavia è affidato a Cipro. In campionato i biancorossi non partono bene, riuscendo a rimontare le rivali e a conquistare la vetta del torneo all'undicesima giornata. Dopo aver lasciato il comando del campionato allo Slovan Liberec, lo Slavia ritrova la testa della classifica alla quattordicesima giornata, dominando il finale di campionato e vincendo il suo primo torneo ceco davanti a Sigma Olomouc, Jablonec e con 21 punti di vantaggio sui rivali dello Sparta Praga, quarti a fine stagione.
In Europa lo Slavia elimina lo Sturm Graz e il Friburgo di misura (entrambi per un complessivo 2-1), mentre ai sedicesimi costringe il Lugano alla resa per 3-1; agli ottavi il cammino dei cechi non si arresta, e lo Slavia esclude anche i francesi del Lens ai supplementari della sfida di ritorno (1-0) grazie al gol di un giovane Karel Poborský. Ai quarti di finale la società di Praga piega anche la Roma (2-0 a Praga, 3-1 a Roma), vincendo la sfida ai supplementari e passando in semifinale grazie alla regola dei gol fuori casa, dove poi usciranno sconfitti con un doppio 1-0 per mano dei francesi del Bordeaux.

## Calciomercato
Vengono ceduti Jirásek (Chmel Blšany), Berger (al Borussia Dortmund per 0,9 milioni di euro), Knoflíček (Dukla Praha), nel gennaio 1996 Lukáš Jarolím (all'Union Cheb in prestito) e nell'aprile 1996 Hyský (in prestito all'AIK).
Vengono acquistati l'ex Jaromír Blažek (Bohemians Praga), Hyský (Slovan Liberec), Poborský (Viktoria Žižkov), Lidman (AIK), Vágner (Viktoria Plzeň) e nel gennaio 1996 l'ex Veselý (Union Cheb).

## Rosa
| N. |                      | Ruolo | Calciatore     |
| -- | -------------------- | ----- | -------------- |
|    | Rep. Ceca (bandiera) | P     | Jaromír Blažek |
|    | Rep. Ceca (bandiera) | P     | Jan Stejskal   |
|    | Rep. Ceca (bandiera) | D     | Radek Bejbl    |
|    | Rep. Ceca (bandiera) | D     | Martin Hyský   |
|    | Rep. Ceca (bandiera) | D     | Luboš Kozel    |
|    | Rep. Ceca (bandiera) | D     | Jiří Lerch     |
|    | Rep. Ceca (bandiera) | D     | Tomáš Hunal    |
|    | Rep. Ceca (bandiera) | D     | Pavel Novotný  |
|    | Rep. Ceca (bandiera) | D     | Martin Penicka |
|    | Rep. Ceca (bandiera) | D     | Jan Suchopárek |

| N. |                       | Ruolo | Calciatore       |
| -- | --------------------- | ----- | ---------------- |
|    | Rep. Ceca (bandiera)  | C     | Roman Hogen      |
|    | Rep. Ceca (bandiera)  | C     | Karel Poborský   |
|    | Rep. Ceca (bandiera)  | C     | Daniel Šmejkal   |
|    | Rep. Ceca (bandiera)  | C     | Vladimír Šmicer  |
|    | Slovacchia (bandiera) | C     | Ondrej Krištofík |
|    | Rep. Ceca (bandiera)  | A     | Robert Vágner    |
|    | Svezia (bandiera)     | A     | Dick Lidman      |
|    | Rep. Ceca (bandiera)  | A     | Jiří Vavra       |
|    | Rep. Ceca (bandiera)  | A     | František Veselý |
|    | Rep. Ceca (bandiera)  | A     | Jiří Štajner     |